# GNU Emacs
GNU Emacs — текстовый редактор семейства Emacs. GNU Emacs был написан Ричардом Столлманом в 1984 году и стал самой первой программой проекта GNU и его флагманом. GNU Emacs написан на языках программирования Си и Emacs Lisp.

## История выпусков
| Версия | Дата выпуска     | Значимые изменения |
| ------ | ---------------- | --- |
| 29.3   | 24 марта 2024    | Emergency maintenance release. Arbitrary and possibly malicious Lisp code is no longer evaluated as part of turning on Org mode. |
| 29.2   | 18 января 2024   | Выпуск с исправлением ошибок |
| 29.1   | 30 июля 2023     | Возможность сборки с GTK без поддержки X.Org сервера. Добавлена поддержка инкрементального парсера tree-sitter. Пакеты Eglot (LSP клиент) и use-package (макрос для упрощения написания декларативной конфигурации) теперь являются частью редактора. Добавлена возможность плавной прокрутки и поддержка жестов тачпада. На платформе Windows реализована возможность использования двойной буферизации для устранения мерцания при выводе.                                                      |
| 28.2   | 12 сентября 2022 | В основном выпуск с исправлением ошибок. |
| 28.1   | 4 апреля 2022    | Нативная компиляция файлов Emacs Lisp. Формирование шрифта с помощью HarfBuzz и его отрисовка с помощью Cairo. Поддержка загрузки фильтров Secure Computing. Значительно улучшено отображение эмодзи и последовательностей эмодзи. Команды для конкретных режимов. Emacs по умолчанию показывает совпадающие круглые скобки. |
| 27.2   | 25 марта 2021    | В основном выпуск с исправлением ошибок. |
| 27.1   | 10 августа       | Встроенная поддержка целых чисел произвольного размера. Формирование текста с помощью HarfBuzz. Встроенная поддержка разбора JSON. Улучшенная поддержка рисования Cairo. Портативный дамп используется вместо unexec. Поддержка соглашений XDG для файлов инициализации. Дополнительный файл начальной инициализации. Лексическое связывание используется по умолчанию. Встроенная поддержка панели вкладок и строки вкладок. Поддержка изменения размера и поворота изображений без ImageMagick. |
| 26.3   | 28 августа 2019  | Новый ключ GPG для проверки подписи пакетов GNU ELPA. |
| 26.2   | 12 апреля 2019   | |
| 26.1   | 28 мая 2018      | |
| 25.1   | 17 сентября 2016 | |
| 24.5   | 10 апреля 2015   | Главным образом, выпуск с исправлениями ошибок. |
| 24.4   | 20 октября 2014  | |
| 24.3   | 10 марта 2013    | |
| 24.2   | 27 августа 2012  | Выпуск с исправлениями ошибок |
| 24.1   | 10 июня 2012     | |
| 23.4   | 29 января 2012   | |
| 23.3   | 10 марта 2011    | |
| 23.2   | 8 мая 2010       | |
| 23.1   | 29 июля 2009     | |
| 22.3   | 5 сентября 2008  | |
| 22.2   | 26 марта 2008    | |
| 22.1   | 2 июня 2007      | |
| 21.1   | 20 октября 2001  | |
| 20.1   | 17 сентября 1997 | |
| 19.34  | 22 августа 1996  | |
| 19.31  | 25 мая 1996      | |
| 19.30  | 24 ноября 1995   | |
| 19.29  | 19 июня 1995     | |
| 19.28  | 1 ноября 1994    | Первый официальный выпуск v19. |
| 19.7   | 22 мая 1993      | |
| 18.59  | 31 октября 1992  | |
| 18.53  | 23 февраля 1989  | |
| 18.52  | 17 августа 1988  | spook.el |
| 18.24  | 2 октября 1986   | |
| 17.36  | 20 декабря 1985  | |
| 16.56  | 15 июля 1985     | Первый выпуск Emacs 16. |
| 15.10  | 11 апреля 1985   | |
| 13.0?  | 20 марта 1985    | |